# Franz Hasselbach

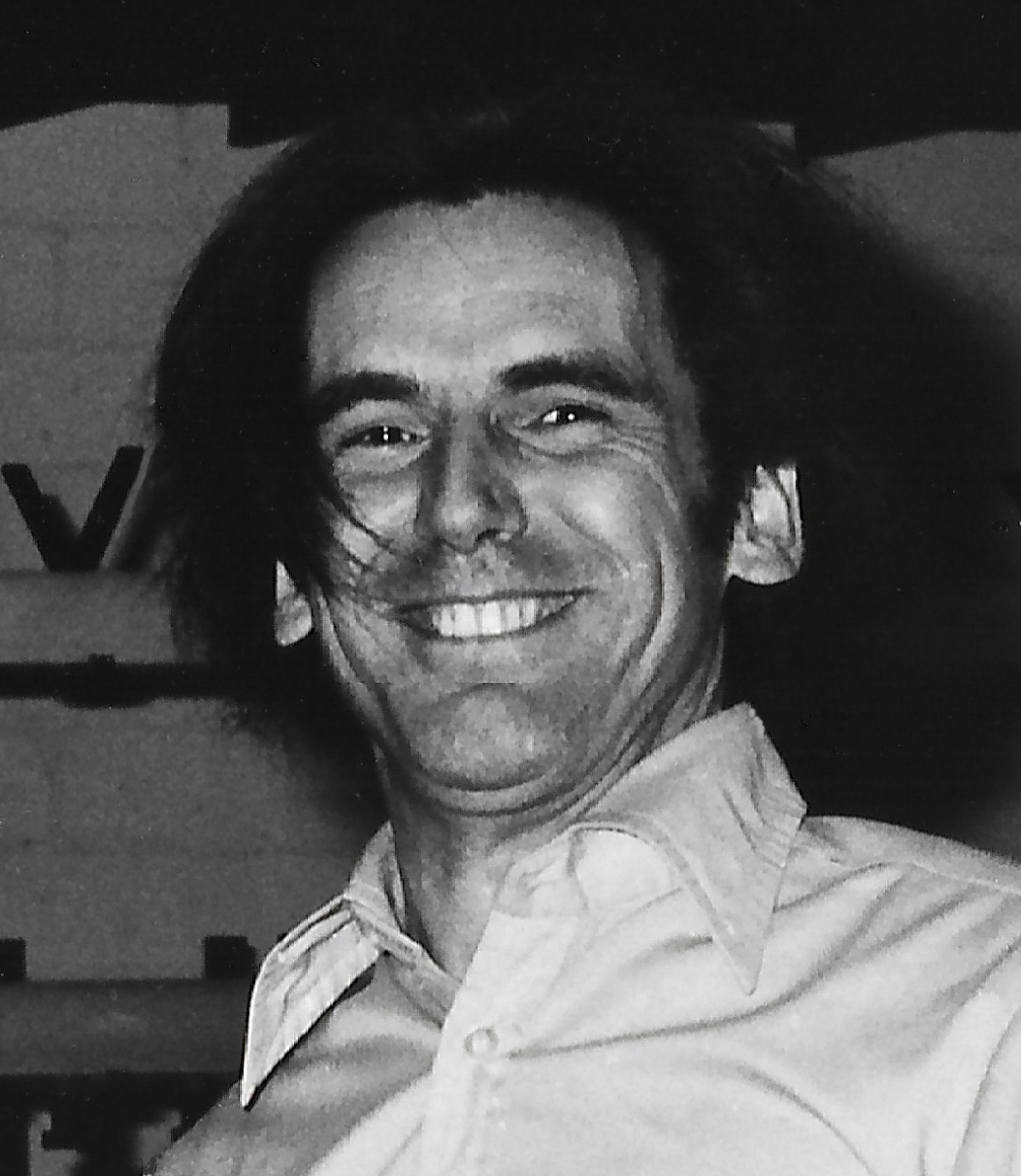
Franz Hasselbach

Franz Hasselbach (* 23. Januar 1940 in Unterboihingen; † 15. Februar 2021 in Tübingen) war ein deutscher Physiker.

## Leben
Hasselbach wuchs nach dem Tod seiner Mutter im Jahr 1941 bei seinem Onkel in Isny im Allgäu auf und besuchte dort die Schule und Oberschule. Ab 1953 lebte er dann in Heilbronn, wo er das Theodor-Heuss-Gymnasium bis zu seiner Reifeprüfung im März 1960 besuchte.
1960 begann Hasselbach ein Studium der Physik an der Universität Tübingen, das er im Juli 1973 mit seiner Dissertation bei Gottfried Möllenstedt abschloss. Der Titel der Arbeit war „Messung der Ortsverteilung von gestreuten Elektronen in Durchstrahlung und Reflexion im Elektronen-Emissionsmikroskop“.
Anschließend war er am Institut für Angewandte Physik in Tübingen tätig. Im Juni 1991 wurde Hasselbach habilitiert und 1992 zum außerplanmäßigen Professor ernannt.
Mit dem Astrophysiker Hanns Ruder verband ihn eine langjährige Freundschaft und eine Begeisterung für die Astronomie, die auch zu gemeinsamen Forschungsvorhaben führte.

## Wirken
In einem weiteren Umkreis wurde Hasselbach durch seine Versuche zu Elektroneninterferenzen – insbesondere zum Sagnac-Versuch mit Elektronen – bekannt, die durch den von ihm entwickelten kompakten und vergleichsweise unempfindlichen Versuchsaufbau eines Elektronen-Biprismainterferometers möglich geworden sind. Durch die Versuche mit diesem robusten Interferometer wurde der in der Quantenmechanik beschriebene Einfluss von Trägheit auf Materiewellen mit geladenen Teilchen überprüfbar gemacht.
Hasselbach und seine Arbeitsgruppe konnten im weiteren Verlauf ihrer Arbeiten durch Korrelationsmessungen mit zeitlicher Auflösung unter anderem zeigen, dass die zeitliche Verteilung der Elektronen im Interferenzmuster dem Pauli-Prinzip folgt.